# Sistema de Soporte Vital y Control del Ambiente de la ISS

Interacción entre los componentes del Sistema de Soporte Vital y Control del Ambiente de la ISS (ECLSS)

El Sistema de Soporte Vital y Control del Ambiente (ECLSS, del inglés Environmental Control and Life Support System) de la Estación Espacial Internacional (ISS) proporciona o controla la presión atmosférica, la detección y extinción del fuego, los niveles de oxígeno, la gestión de residuos y el suministro de agua. La mayor prioridad para el ECLSS es la atmósfera de la ISS, pero el sistema también recoge, procesa, y almacena los desechos y el agua producida y usada por la tripulación. Un proceso que recicla el fluido del lavaplatos, la ducha, el váter y la condensación del aire. El sistema Elektron a bordo del Zvezda y un sistema similar en el laboratorio Destiny generan oxígeno a bordo de la estación. La tripulación tiene una opción de reserva en forma de oxígeno embotellado y botes de generadores químicos de oxígeno (SFOG). El dióxido de carbono se retira del aire mediante el sistema Vozdukh en el Zvezda. Los otros subproductos del metabolismo humano, tales como el metano de los intestinos y el amoniaco del sudor, se eliminan con filtros de carbón activado.